# Lady Wood Tour
Die Lady Wood Tour ist nach der Queen of the Clouds Tour 2015 die zweite Tour der schwedischen Sängerin Tove Lo, bei der sie ihr zweites Studioalbum Lady Wood aus dem Jahr 2016 vorstellt. Die Tour startete am 6. Februar 2017 in Seattle und endete am 17. März 2017 mit einem Konzert in London.

## Hintergrund
Am 23. Oktober 2016, fünf Tage bevor das Album Lady Wood veröffentlicht wurde, kündigte Lo 11 Konzerte in Nordamerika und 10 Konzerte in Europa an, zwei davon in Europa. Somit hält sie 21 Konzerte. Tickets konnte man seit dem 28. Oktober 2016 kaufen. Phoebe Ryan trat als Vor-Act bei allen Konzerten in Nordamerika auf, während die Broods, eine Band aus Neuseeland, die Konzerte in Europa eingeleitet haben.

## Setlist
1. True Disaster
2. Lady Wood
3. Influence
4. Moments
5. The Way That I Am
6. Not on Drugs
7. Thousand Miles
8. Vibes
9. Got Love
10. Talking Body
11. Imaginary Friend
12. Keep It Simple
13. WTF Love Is
14. Flashes
15. Cool Girl

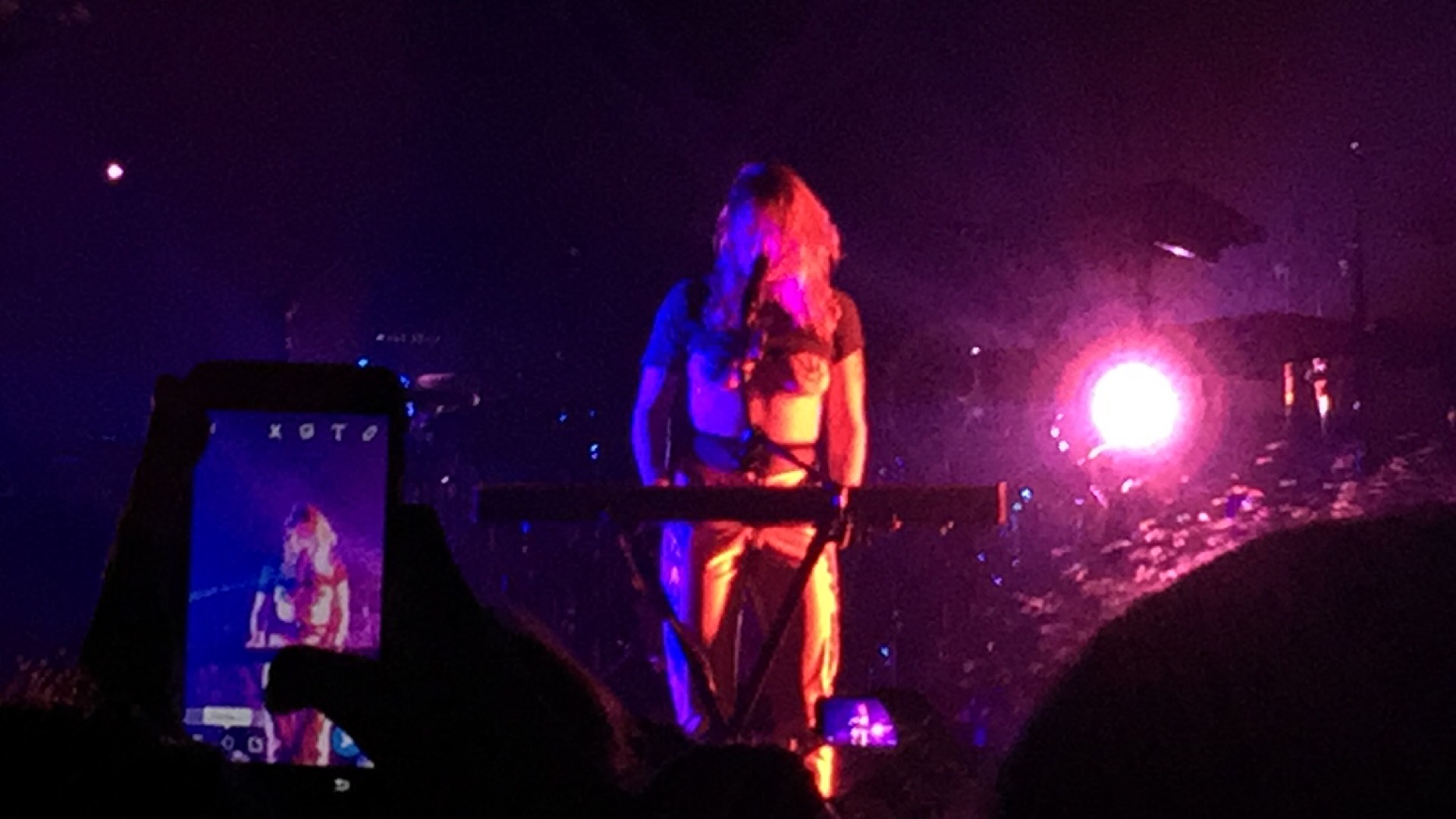
Tove Lo bei einem Konzert in Philadelphia

16. What I Want For the Night (Bitches)
17. Habits (Stay High)

## Tourdaten
| 6. Februar 2017  | Seattle          | Vereinigte Staaten | The Showbox               | Phoebe Ryan |
| 7. Februar 2017  | Portland         | Vereinigte Staaten | Roseland Theater          | Phoebe Ryan |
| 8. Februar 2017  | Oakland          | Vereinigte Staaten | Fox Oakland Theatre       | Phoebe Ryan |
| 10. Februar 2017 | Los Angeles      | Vereinigte Staaten | The Novo                  | Phoebe Ryan |
| 15. Februar 2017 | Minneapolis      | Vereinigte Staaten | First Avenue              | Phoebe Ryan |
| 16. Februar 2017 | Chicago          | Vereinigte Staaten | House of Blues Chicago    | Phoebe Ryan |
| 17. Februar 2017 | Toronto          | Kanada             | Massey Hall               | Phoebe Ryan |
| 19. Februar 2017 | Boston           | Vereinigte Staaten | House of Blues Boston     | Phoebe Ryan |
| 20. Februar 2017 | Philadelphia     | Vereinigte Staaten | Electric Factory          | Phoebe Ryan |
| 22. Februar 2017 | New York City    | Vereinigte Staaten | Hammerstein Ballroom      | Phoebe Ryan |
| 24. Februar 2017 | Washington, D.C. | Vereinigte Staaten | 9:30 Club                 | Phoebe Ryan |
| Europa           |                  |                    |                           |             |
| 2. März 2017     | Stockholm        | Schweden           | Münchenbryggeriet         | Broods      |
| 3. März 2017     | Göteborg         | Schweden           | Pustervik                 | Broods      |
| 4. März 2017     | Kopenhagen       | Dänemark           | Vega                      | Broods      |
| 6. März 2017     | Berlin           | Deutschland        | Astra Kulturhaus          | Broods      |
| 8. März 2017     | Amsterdam        | Niederlande        | Melkweg                   | Broods      |
| 10. März 2017    | Köln             | Deutschland        | Live Music Hall           | Broods      |
| 12. März 2017    | Antwerpen        | Belgien            | Muziekcentrum TRIX        | Broods      |
| 13. März 2017    | Paris            | Frankreich         | La Cigale                 | Broods      |
| 15. März 2017    | Manchester       | Großbritannien     | O2 Ritz                   | Broods      |
| 17. März 2017    | London           | Großbritannien     | O2 Shepherd’s Bush Empire | Broods      |